# DIAB Serie 90
DIAB Serie 90 var en serie Unix-datorer som introducerades för pressen av Dataindustrier AB i maj 1984, och man angav att dessa var fleranvändarsystem för Unix med bakåtkompatibelt stöd för ABC-DOS som skulle kosta runt 125 000 kr. Redan i oktober 1983 hade företaget berättat för återförsäljare inom DataSweden att utvecklingsbolaget Dataindustrier Development AB under ledning av Harrgot Lindmark arbetade med en 16/32-bitars dator och att denna skulle köra en egen version av Unix med namnet D-NIX, samt vara försedd med såväl floppy som hårddisk och med ett minne utbyggbart till 4 MB.
DS90 blev början på vad som kom att kallas DIAB Serie 90. Serie 90 var liksom de flesta datorer från Dataindustrier ännu fullt kompatibel med industridatorsystemet DataBoard 4680 och detta användes som ett led i marknadsföringen. Utöver detta hade de även kortplatser för industristandarden VMEbus. Maskinerna körde DIAB:s egenutvecklade Unix-variant D-NIX.

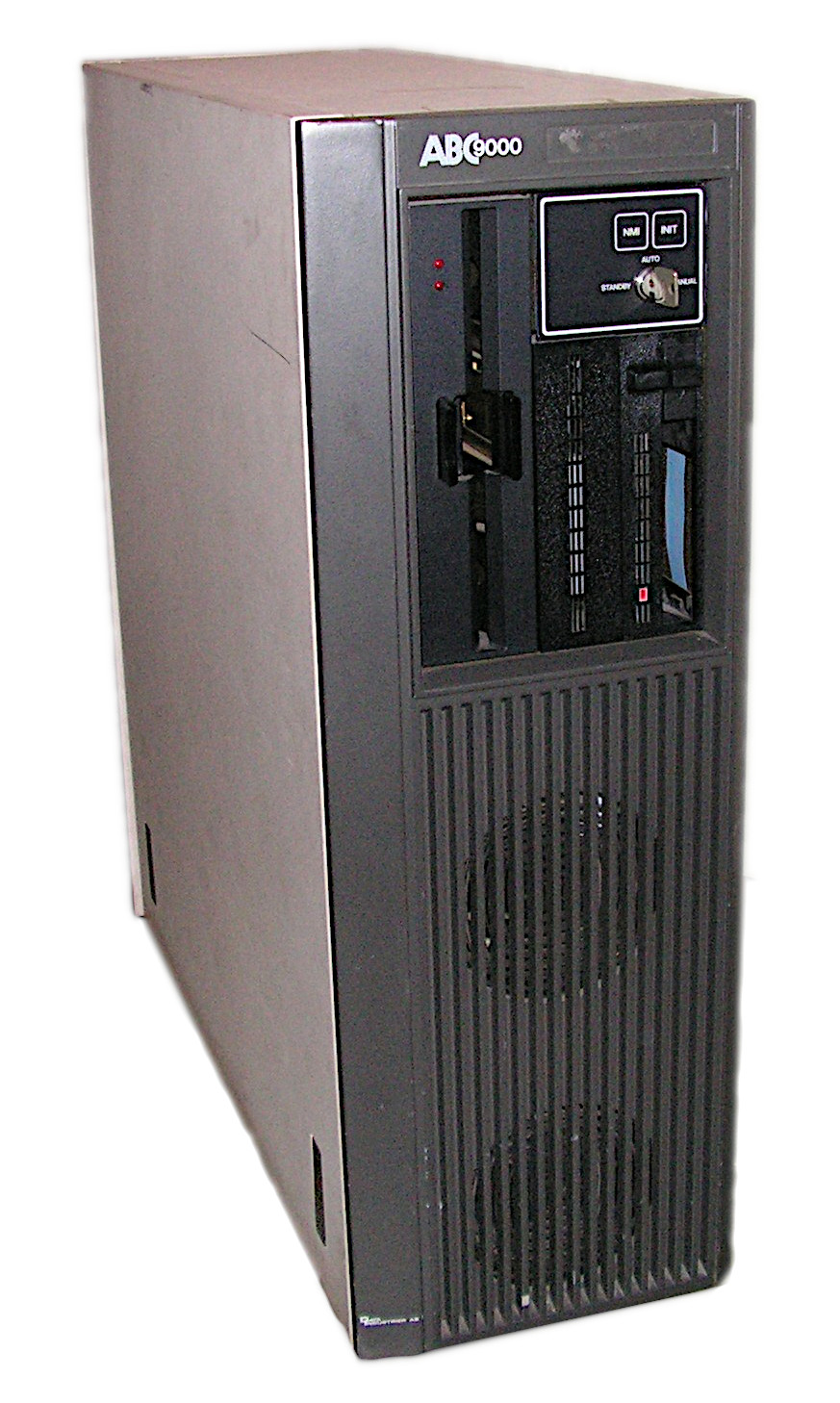
ABC 9000 - denna dators utseende är identiskt med den första DS90-maskinen (DS90-00)

Luxorprodukten ABC 9000 var i princip identisk med DS90 så när som på namnskylten på chassit men introducerades inte förrän på Malmömässan i september 1985 och då parallellt med ABC 1600.
Serie 90 vidareutvecklades sedan med stark koppling till Motorola 68000-processorer i olika varianter, DS90-x0 är towervarianter (desktop) med en höjd på c:a 63 cm, medan DS90-x1, DS90-x5 och DS90-x7 är 19" stativvarianter (rackmonterade). En ny produktbeteckning av typen DIABnnnn med fyra siffror infördes under tidigt 1990-tal men DS90-serien kvarstod ändå parallellt.
Supporten för Serie 90, DIAB-maskinerna och D-NIX upphörde i december 1999 eftersom operativsystemet inte var år 2000-säkert.

## Datorerna i DS90-serien

### Virtuellt minne
DS90-maskinerna konstruerades från början för Motorola 68k-familjens CPU:er, och eftersom Unix föredrar att arbeta med virtuellt minne fick den kompletteras med en extern MMU som till en början var DIAB:s egen konstruktion, snarlikt den minnesaccesskontroller (MAC) som fanns i ABC 1600 men med fullt stöd för paging. De tidigaste DS90-maskinerna använde Motorola 68010 som kunde använda Motorolas egen Motorola 68451 som MMU, men detta ledde till en klockcykels fördröjning i minnesaccesserna så flera tillverkare valde att liksom DIAB göra sin egen MMU.
Eftersom MMU:n var placerad utanför CPU:n kunde maskinens DMA-kontroller använda samma MMU och fick därmed transparens till det virtuella minnet. DIAB:s egen MMU som användes i DS90-00, DS90-10 och DS90-11 kunde direkt hantera 16 olika processer, om flera processer än så behövde hanteras kunde kontexten bytas ut med extra kod. Varje process kunde ha 128 logiska sidor à 32 KB (totalt maximalt 4 MB virtuellt minne per process) och mot dem svarade upp till 16 fysiskt diskontinuerliga minnesareor.
När Motorola 68020 introducerades skapade Motorola en förbättrad MMU-krets, Motorola 68851 och då började DIAB-maskinerna använda denna.
När Motorola 68030 introducerades hade denna en inbyggd MMU, som DS90-3x och senare modeller använde.

### Flyttalsprocessor

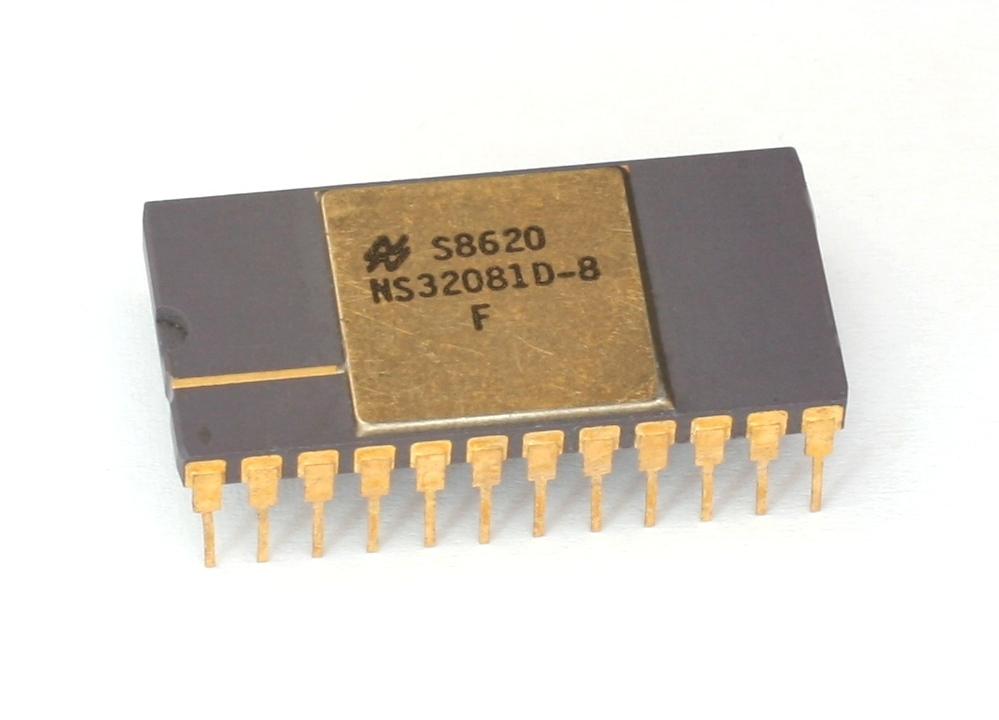
National Semiconductor NS32081 som användes som flyttalsprocessor i de tidiga varianterna av DS90

De tidiga DS90-00, DS90-10 och DS90-11 använde Motorola 68010 och till denna fanns ingen flyttalsprocessor, så DIAB skapade ett gränssnitt för att använda National Semiconductor NS32081 som en accelerator genom explicit anrop från kod, dvs inte genom flyttalsinstruktioner i själva programflödet. Detta såldes som ett tillval till grundkonfigurationen.
När Motorola 68020 lanserades skapade Motorola också en egen flyttalsprocessor, Motorola 68881 som DIAB därefter använde för flyttalsacceleration i DS90-20, DS90-21, DS90-30 och DS90-30S. Stativmodellen DS90-31 använde den något snabbare Motorola 68882.
Motorola 68040 som användes i DS90-4x innehöll även en flyttalsprocessor så den externa komponenten kunde avvaras.

### Lagring
De första datorerna i Serie 90 använde 8" eller 5 1/4" disketter för extern lagring. Man använde standard flexskivekontrollern WD1797 (ett derivat av standardkretsen FD1771).
För permanent lagring hade samtliga datorer hade ett eller flera hårddiskgränssnitt. På de tidigaste datorerna användes SASI (Shugart Associates System Interface), vilket i princip var identisk med det som senare blev standarden SCSI, och alla senare datorer använde SCSI.
Hårdvarans DMA-kontroller kunde hantera så kallade scatter-gather-listor, dvs filer som låg utspridda i datorns virtuella minne kunde kedjas samman och skrivas ner till disk med en enda DMA-operation.
DS90-4x hade 3 x SCSI single ended synkront 10Mtrf/s med hjälp av en Adaptec AIC6250 och FIFO. DS90-x0S hade bara 2 x SCSI.

### Varianter
| Modell              | CPU            | FPU            | MMU            | Max antal CPU:er | Klockfrekvens | L2 Cache | RAM   | Max RAM | VME-kortplatser | 4680-kortplatser | Lagring  | Nätverk                          | Referens                   |
| ------------------- | -------------- | -------------- | -------------- | ---------------- | ------------- | -------- | ----- | ------- | --------------- | ---------------- | -------- | -------------------------------- | -------------------------- |
| DS90-00 (ABC 9000)  | Motorola 68010 |                | DIAB MAC       | 1                | 8 MHz         | -        | 1 MB  | 8 MB    | 10 (DMI?)       | 5                | 1 x SASI | LUX-NET (4680)                   | [ 9 ]                      |
| DS90-10 (kabinett)  | Motorola 68010 | NS32081        | DIAB MAC       | 1                | 10 MHz        | -        | 2 MB  | 4 MB    | 2               | 4                | 2 x SCSI | Ethernet kit (4680)              | [ 10 ] [ 6 ]               |
| DS90-11 (stativ)    | Motorola 68010 | NS32081        | DIAB MAC       | 1                | 10 MHz        | -        | 2 MB  | 4 MB    | -               | 3                | 2 x SCSI | Ethernet kit (4680)              | [ 11 ] [ 6 ]               |
| DS90-20 (kabinett)  | Motorola 68020 | Motorola 68881 | Motorola 68851 | 2                | 16,67 MHz     | 32 KB    | 4 MB  | 12 MB   | 3               | 4 eller 32       | 2 x SCSI | Ethernet kit (4680)              | [ 12 ] [ 7 ] [ 13 ] [ 14 ] |
| DS90-21 (stativ)    | Motorola 68020 | Motorola 68881 | Motorola 68851 | 4                | 16,67 MHz     | 32 KB    | 4 MB  | 28 MB   | 6               | 3                | 2 x SCSI | Ethernet kit (4680)              | [ 15 ] [ 7 ] [ 13 ] [ 14 ] |
| DS90-30 (kabinett)  | Motorola 68030 | Motorola 68881 | (inbyggd)      | 2                | 25 MHz        | 64 KB    | 8 MB  | 40 MB   | 4               | 2                | 3 x SCSI | KOM-KIT II (VME) X.25/Ethernet   | [ 16 ]                     |
| DS90-30S (kabinett) | Motorola 68030 | Motorola 68881 | (inbyggd)      | 1                | 16 MHz        | -        | 4 MB  | 20 MB   | 3               | 2                | 2 x SCSI | Ethernet Thin+AUI på moderkortet | [ 17 ]                     |
| DS90-31 (stativ)    | Motorola 68030 | Motorola 68882 | (inbyggd)      | 4                | 33 MHz        | 64 KB    | 8 MB  | 56 MB   | 6               | 2                | 3 x SCSI | KOM-KIT II (VME) X.25/Ethernet   | [ 18 ] [ 13 ] [ 19 ]       |
| DS90-40 (kabinett)  | Motorola 68040 | (inbyggd)      | (inbyggd)      | 2                | 25 MHz        |          |       |         |                 |                  | 3 x SCSI |                                  | [ 13 ]                     |
| DS90-40S (kabinett) | Motorola 68040 | (inbyggd)      | (inbyggd)      | 1                | 25 MHz        |          |       |         |                 |                  | 2 x SCSI | Ethernet Thin+AUI på moderkortet | [ 13 ]                     |
| DS90-41 (stativ)    | Motorola 68040 | (inbyggd)      | (inbyggd)      | 4                | 33 MHz        | 64 KB    | 8 MB  | 128 MB  | 6               | 2                | 3 x SCSI | KOM-KIT II (VME) X.25/Ethernet   | [ 20 ] [ 13 ]              |
| DS90-45 (stativ)    | Motorola 68040 | (inbyggd)      | (inbyggd)      | 4                | 33 MHz        | 64 KB    | 8 MB  | 128 MB  | 6-26            | -                | 3 x SCSI |                                  | [ 21 ]                     |
| DS90-47 (stativ)    | Motorola 68040 | (inbyggd)      | (inbyggd)      | 6                | 33 MHz        | 64 KB    | 32 MB | 1 GB    | 6-26            | -                | 3 x SCSI | Ethernet Thin+AUI på moderkortet | [ 22 ]                     |

DS90-10 och DS90-20 såldes även i budgetvarianterna DS90-10E och DS90-20E utan externa bussar (VME och 4680). De kunde uppgraderas till DS90-20 och DS90-30 med ett extra kretskort.
DS90-20 kunde som alternativ till en extra 68020-processor förses med en extra 68030-processor på 25 MHz, och blev därmed ett asymmetriskt system. DS90-21 kunde på samma vis förses med upp till tre extra CPU-kort som kunde vara 68020 eller 68030 med skilda frekvenser.
DS101 var en DS90-31 med industridesign av konstnären Richard Hamilton, som designades vid Ohio Scientifics kontor i New Haven  6 st av dessa tillverkades, och finns representerade på Tate Britain, New York och Moderna museet.
Alla DS90-4x hade en MC68020 som bootade maskinen och som efter boot övergick till att endast agera DMA samt scrubber av ECC-minne. Alla DS90-4x saknade minne på moderkortet, hade Nx serieportar och ett VME bakplan.
DS90 såldes som OEM-produkt till andra företag än Luxor, bland annat Cromemco (och senare nya ägaren Dynatech Computer Systems) och Ohio Scientific. Statskontoret konstaterar även att Norsk Data ND-5020 är identisk med DS90-20 och ND-5021 är identisk med DS90-21.

## Datorerna i DIABnnnn-serien

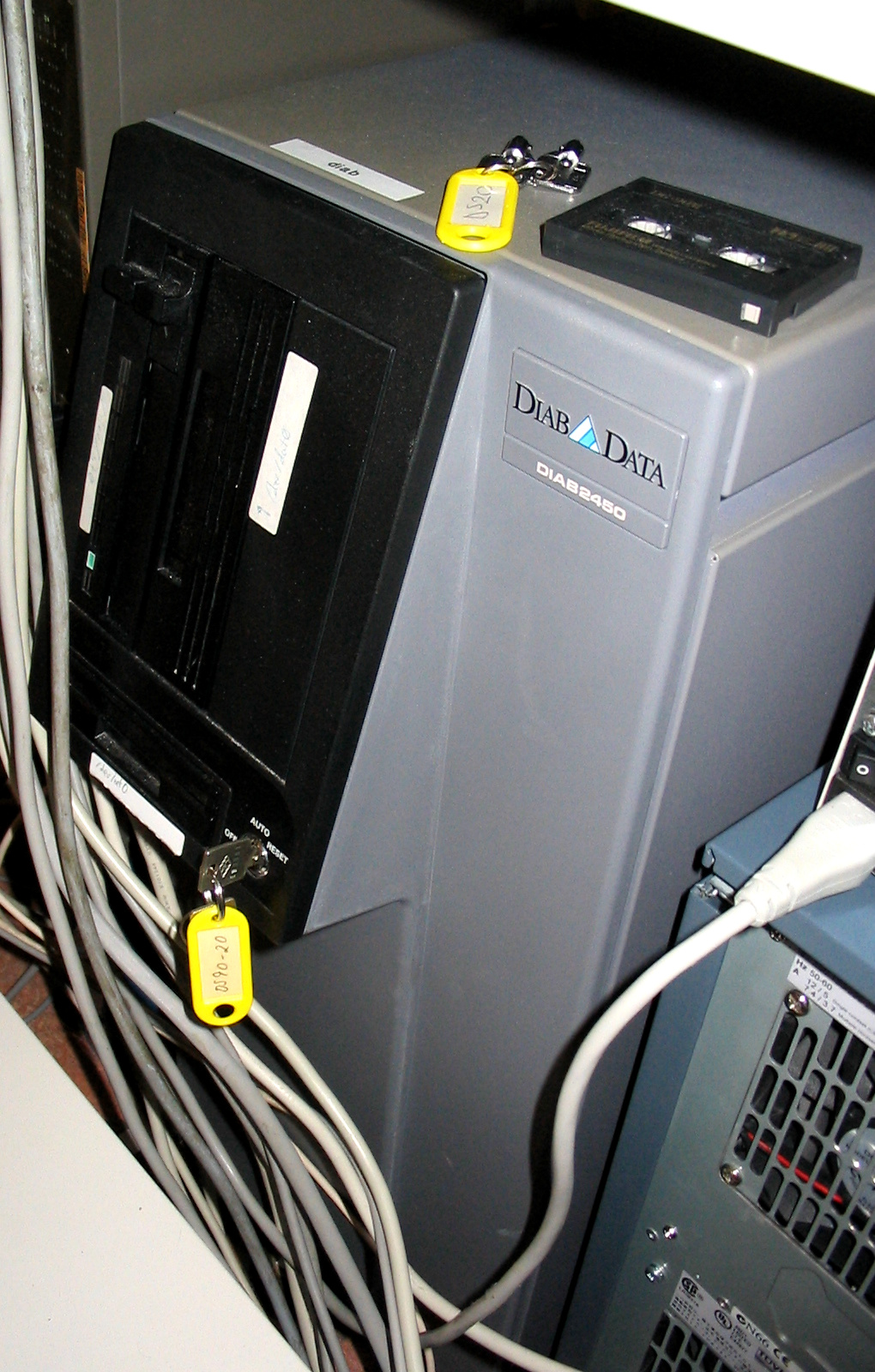
DIAB Data DIAB2450

Under det tidiga 1990-talet infördes en ny produktbeteckning och vissa av datorerna bytte namn till DIAB istället för DS. Dessa datorer var alla baserade på Motorola 68030 eller 68040 och hade en speciell kortplats på moderkortet för ETHERNET-KIT II för att ansluta Ethernet thinwire eller AUI.
| Modell              | CPU   | FPU            | Max antal CPU | Klockfrekvens | L2 Cache | RAM   | Max RAM | VME-kortplatser | 4680-kortplatser | Lagring  | Nätverk         | Referens      |
| ------------------- | ----- | -------------- | ------------- | ------------- | -------- | ----- | ------- | --------------- | ---------------- | -------- | --------------- | ------------- |
| DIAB1420 (kabinett) | 68030 | Motorola 68881 | 1             | 16 MHz        |          | 4 MB  | 20 MB   | 4               | 2                | 1 x SCSI | ETHERNET-KIT II | [ 25 ] [ 26 ] |
| DIAB2320            | 68030 |                |               |               |          |       |         |                 |                  |          |                 |               |
| DIAB2340 (stativ)   | 68040 | inbyggd        | 1             | 16 MHz        |          | 4 MB  | 128 MB  | 4               | 2                | 1 x SCSI | ETHERNET-KIT II | [ 27 ] [ 26 ] |
| DIAB2420 (kabinett) | 68040 | inbyggd        | 1             | 25 MHz        |          | 4 MB  | 32 MB   | 4               | 2                | 1 x SCSI | ETHERNET-KIT II | [ 28 ] [ 26 ] |
| DIAB2430 (kabinett) | 68040 | inbyggd        | 2             | 25 MHz        | 64 KB    | 8 MB  | 128 MB  | 4               | 2                | 3 x SCSI |                 | [ 29 ] [ 26 ] |
| DIAB2440            | 68040 | inbyggd        |               |               |          |       |         |                 |                  |          |                 |               |
| DIAB2450 (kabinett) | 68040 | inbyggd        | 2             |               |          | 8 MB  | 128 MB  | 4               | 2                | 3 x SCSI |                 | [ 30 ]        |
| DIAB2470 (kabinett) | 68040 | inbyggd        | 4             |               |          | 32 MB | 512 MB  | 4               | 2                | 3 x SCSI |                 | [ 31 ]        |

I vissa källor förekommer namnen DIAB9030 och DIAB9031 men det är okänt vilka servrar detta är eller om de ens existerat.

### Industriell System Generation 90 (ISG90)
Industridatorer i en serie som kallades Industriell System Generation 90 (ISG90) var 19" rackmonterade och använde Europakortformat för olika insticksmoduler med VME eller DataBoard 4680.

### Varianter
| Modell   | CPU   | FPU            | Max antal CPU:er | Klockfrekvens | RAM  | Max RAM | VME-kortplatser | 4680-kortplatser | Lagring    | Nätverk | Referens      |
| -------- | ----- | -------------- | ---------------- | ------------- | ---- | ------- | --------------- | ---------------- | ---------- | ------- | ------------- |
| DIAB1130 | 68030 | Motorola 68882 | 1                | 16 MHz        | 4 MB | 8 MB    | -               | 10               | 1 x SCSI   |         | [ 26 ] [ 32 ] |
| DIAB1320 | 68030 | Motorola 68882 | 1                | 16 MHz        | 4 MB | 20 MB   | 4               | 2                | 1-3 x SCSI |         | [ 26 ] [ 32 ] |